# 錦州戰役 (1925年)
北洋政府時期的內戰錦州戰役發生於1925年12月5－8日，地點則是在中國遼西。交戰兩方為從奉軍分離的東北國民軍及奉軍。戰鬥结束后，東北國民軍佔領錦州。在强大的攻势下，张作霖一度考虑下野。